# Sindrome di Plummer-Vinson
La sindrome di Plummer-Vinson (detta anche disfagia sideropenica o sindrome di Patterson-Kelly) è costituita dalla triade clinica di anemia sideropenica, glossite atrofica e disfagia (associata a membrane esofagee). È dovuta ad una carenza di ferro; pertanto, può essere accompagnata dalle conseguenze secondarie della sideropenia - come la coilonichia, la cheilosi e la cheilite angolare - e da altre manifestazioni sintomatologiche generali dello stato anemico. 

## Epidemiologia
A causa della rarità della patologia, non sono disponibili studi epidemiologici affidabili; la patologia sembra prevalere maggiormente nelle donne dalla quarta alla settima decade di età, ma sono stati registrati casi anche nell'infanzia ed adolescenza.

## Eponimia
Il nome da attribuire alla sindrome è stato oggetto di controversia. Il nome, più diffuso, di PVS, fa riferimento ai due medici americani Henry Stanley Plummer (1874–1936) (che l'aveva scoperta nel 1912), e Porter Paisley Vinson (1890–1959) che la discusse nel 1919. Il nome alternativo con cui ci riferisce a volte alla sindrome (sindrome di Patterson-Kelly) è riferito ai due medici inglesi Donald Ross Patterson (1863–1939) ed Adam Brown-Kelly (1865–1941), che senza sapere nulla delle pubblicazioni dei loro colleghi americani pubblicarono le loro ricerche in merito nel 1919.

## Eziologia
L'eziologia della sindrome è ancora sconosciuta, anche se è evidente il ruolo rivestito dall'insufficienza di ferro. Sono stati ipotizzati anche fattori alimentari, genetici ed autoimmuni.

## Complicanze
Se la malattia non viene trattata, vi è un aumentato rischio di tumore a livello dell'esofago o della faringe.

## Terapia
Per quanto riguarda il trattamento, vengono somministrati supplementi di ferro (terapia marziale), per riequilibrarne la carenza sistemica.
In alcuni casi, è opportuna la dilatazione meccanica del lume esofageo in corso di EGDS (esofagogastroduodenoscopia), per risolvere il problema della riduzione del lume stesso a causa delle membrane (esophageal web) causanti la disfagia.

## Prognosi
La prognosi è buona; la somministrazione del ferro permette di tenere sotto controllo la maggior parte dei sintomi. Visto l'aumentato rischio, in caso di PVS, di processi tumorali dell'esofago e della faringe, è opportuno un monitoraggio clinico regolare.